# Toqi Zargaron

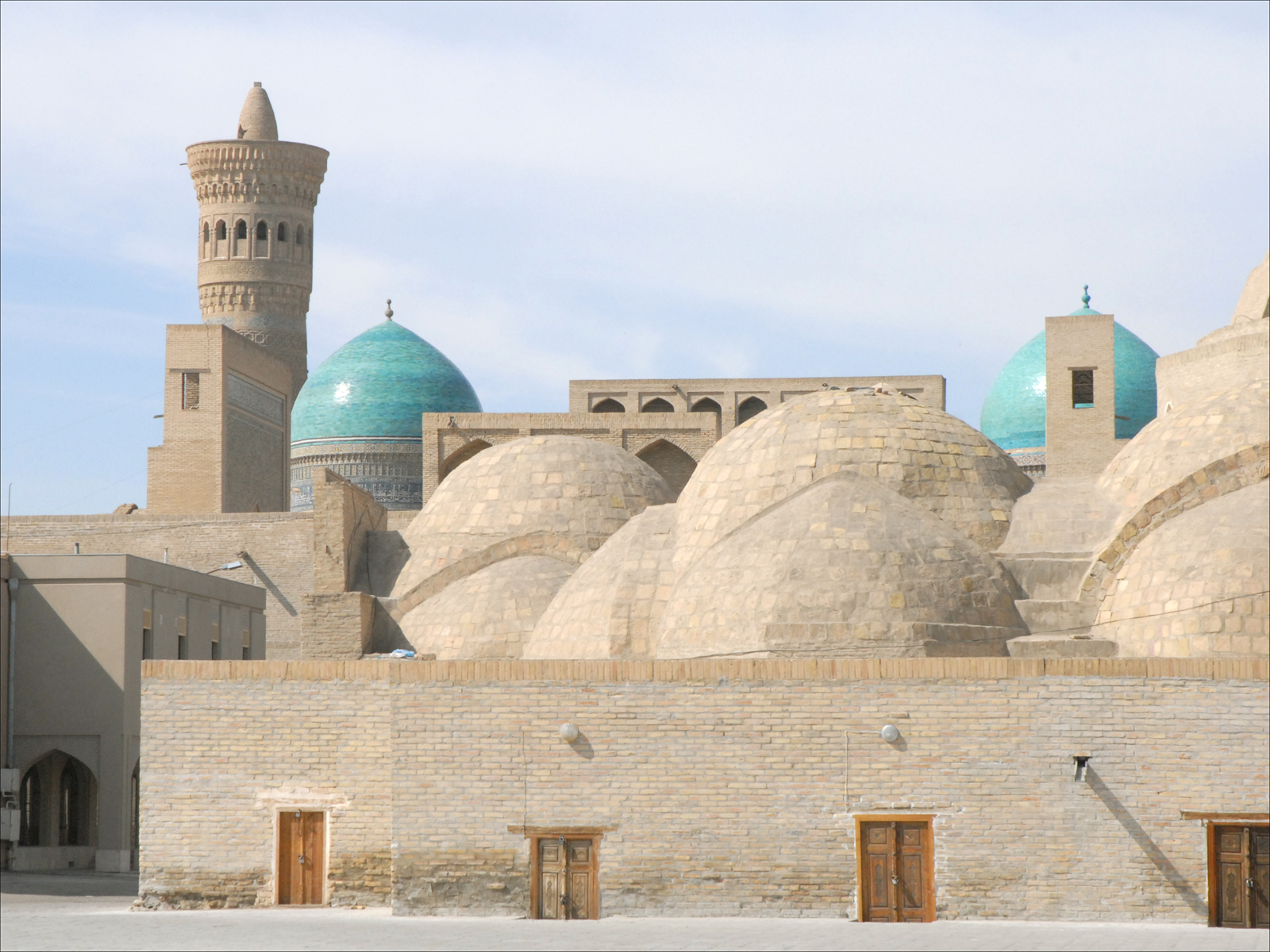
Toqi Zargaron

Der Toqi Zargaron (Kuppelbasar der Juweliere) ist ein Basargebäude in der usbekischen Stadt Buxoro.

## Lage
Der Basar liegt im historischen Zentrum von Buxoro mitten auf einer Straßenkreuzung zwischen dem Bauensemble Poi Kalon im Westen und den einander gegenüberliegenden Gebäuden der Ulugʻbek-Madrasa und der Abdulaziz-Khan-Madrasa im Osten. Damit ist er der am weitesten nördlich gelegene Kuppelbasar von Buxoro.

## Geschichte
Toqi Zargaron ist auch der älteste der Kuppelbasare von Buxoro. Er wurde 1586/87 unter Khan Abdullah II. errichtet. Der Basar diente ursprünglich als Werkstatt- und Markthalle für Goldschmiede und Juweliere. Hier befanden sich über dreißig Werkstätten und Läden, wo unter anderem Schmuck und Siegel hergestellt und verkauft wurden. Mittlerweile werden dort außer Schmuck auch Tücher und verschiedenes Haushaltzubehör angeboten.

## Beschreibung
Toqi Zargaron ist auch der größte der Kuppelbasare von Buxoro. Er erstreckt sich über eine Grundfläche von etwa 43 × 45 m. Die große zentrale Kuppel ruht auf einem Tambour, durch dessen Fenster der Zentralsaal des Basars Licht erhält. Anders als bei den anderen historischen Kuppelbasren von Buxoro ist sie nach oben gezogen und durch Rippen verstärkt. Die Zentralkuppel ist von kleineren Kuppeln umgeben, von denen einige eine Laterne tragen.

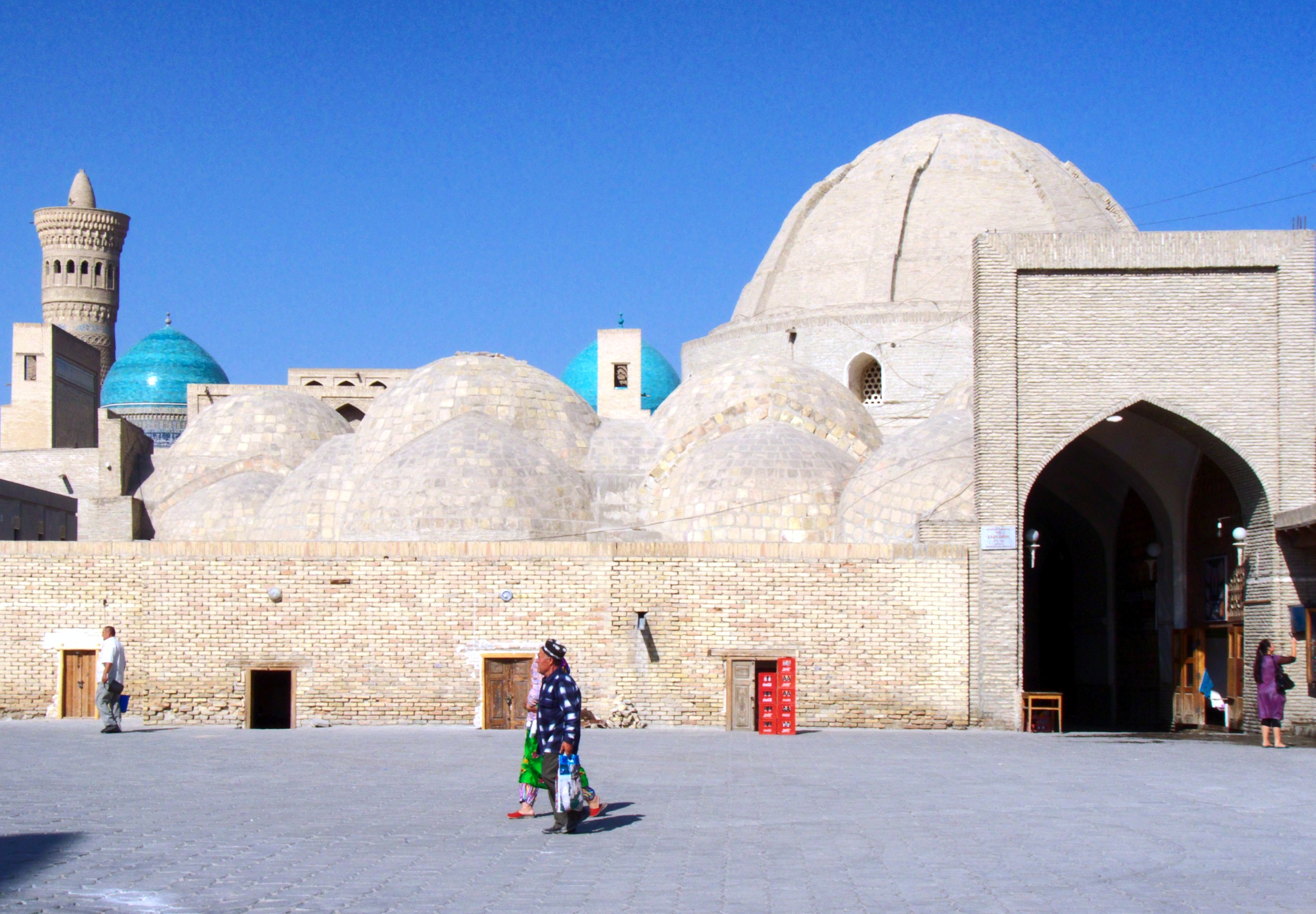
Osteingang
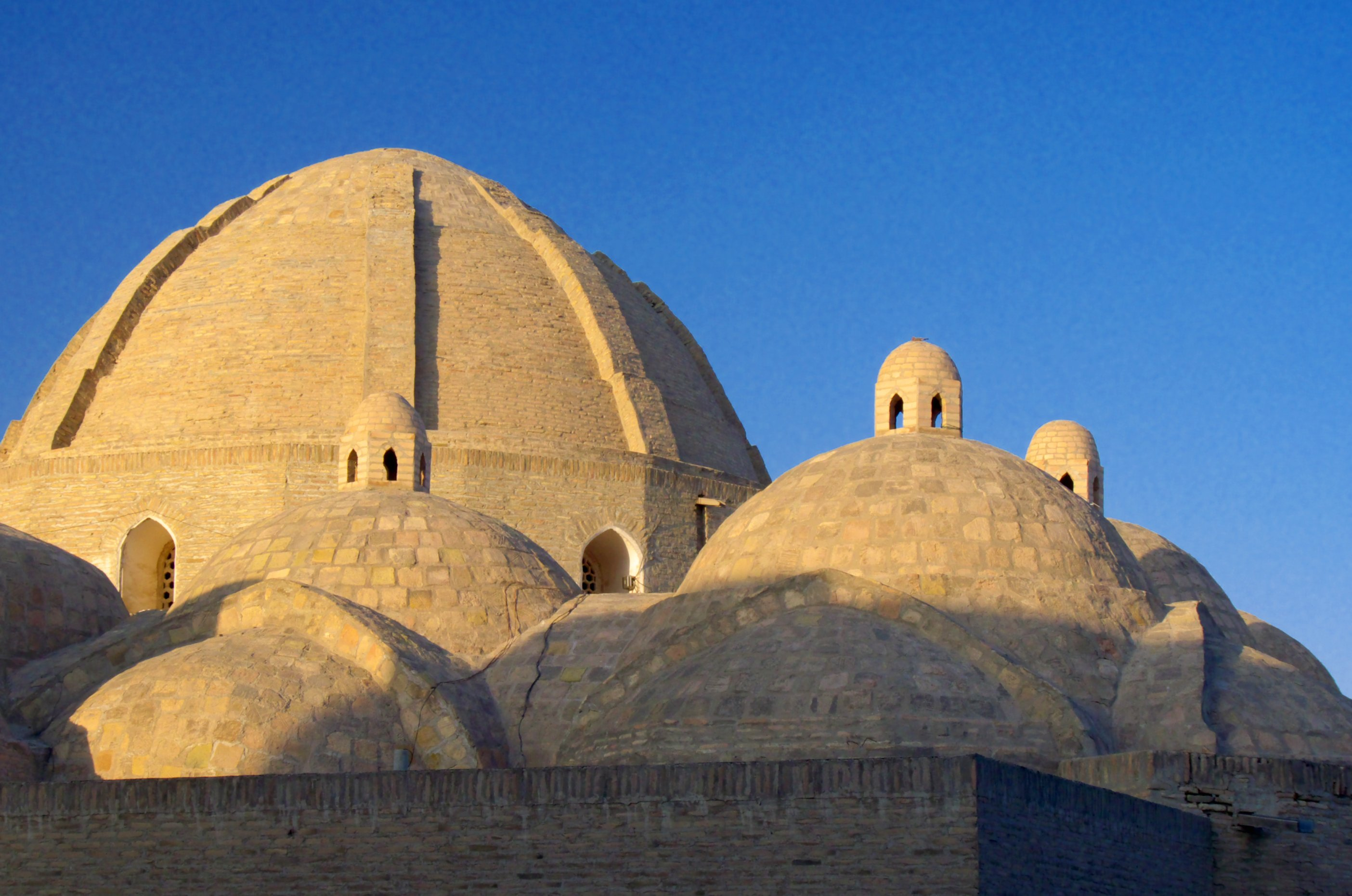
Kuppeln
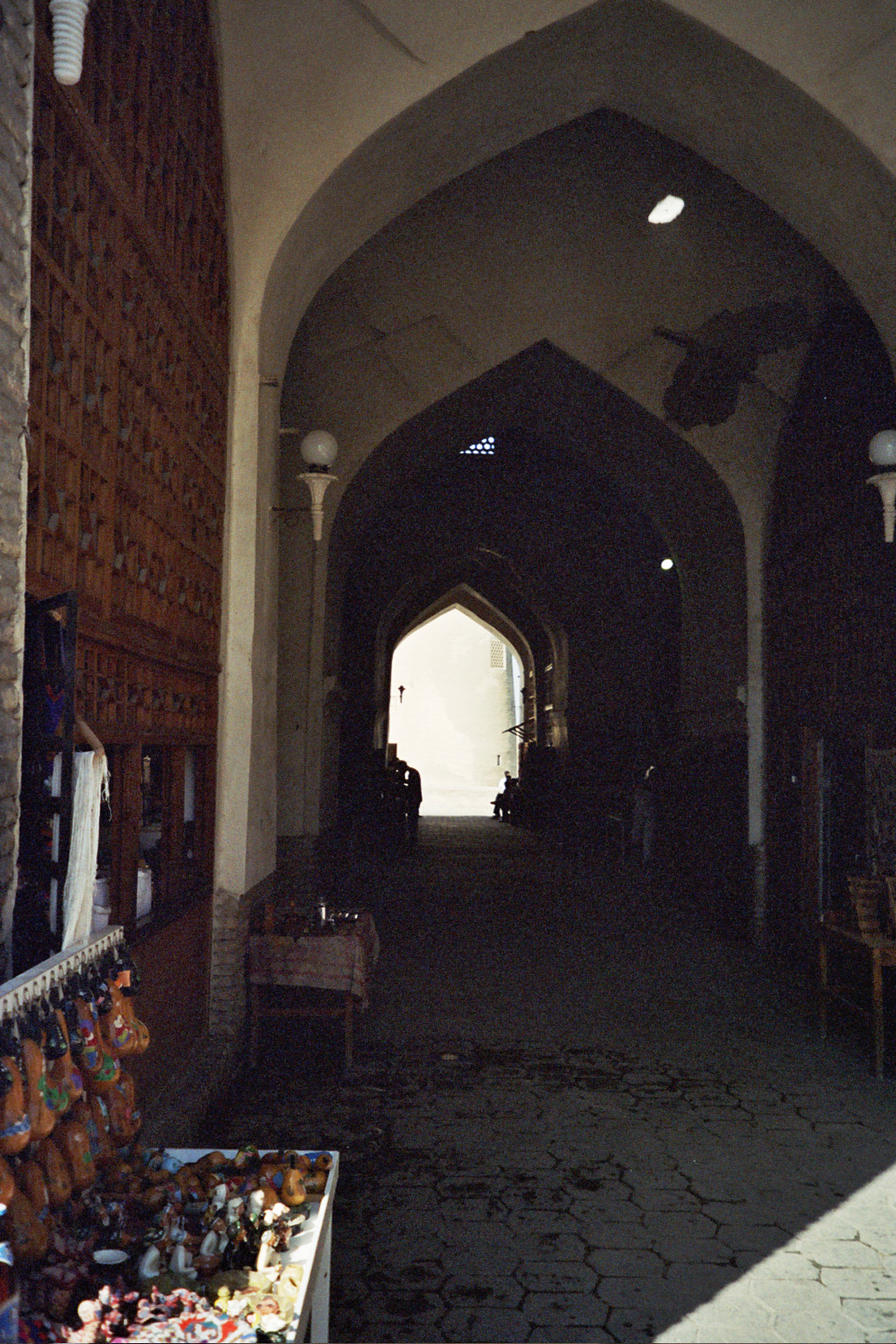
Innenansicht